# William M. Dalton
William M. Dalton kaldt Bill Dalton (1866 – 8. juni 1894) var en lovløs forbryder i Det Vilde Vesten i USA. Han var ledende medlem af Wild Bunch-banden, også kaldet Doolin-Dalton-banden, og medlem af Dalton Banden. Han blev dræbt den 8. juni 1894.